# Mary Field
Mary Field est une actrice américaine, née le 10 juin 1909 à New York et morte le 12 juin 1996 à Fairfax (Virginie). 

## Filmographie partielle

### Cinéma
- 1937 : Le Petit Bagarreur (Hoosier Schoolboy) de William Nigh : la secrétaire du Conseil scolaire
- 1938 : Federal Man-Hunt de Nick Grinde
- 1939 : Dancing Co-Ed de S. Sylvan Simon : Miss Jenny May
- 1939 : The Fighting Gringo
- 1940 : À la rescousse (The Trail Blazers) de George Sherman
- 1940 : Howard le révolté (The Howards of Virginia) de Frank Lloyd : Susan Howard
- 1941 : L'Appel du Nord (Wild Geese Calling) de John Brahm : Jennie Delaney
- 1942 : The Great Gildersleeve de Gordon Douglas : Amelia Hooker
- 1942 : Le Témoin disparu (Just Off Broadway) de Herbert I. Leeds
- 1942 : Miss Annie Rooney d'Edwin L. Marin
- 1942 : Mokey de Wells Root
- 1943 : La Fille et son cow-boy (A Lady Takes a Chance) de William A. Seiter : Florrie Bendix
- 1945 : Les Caprices de Suzanne (The Affairs of Susan) de William A. Seiter : Nancy
- 1946 : Mélodie du Sud (Song of the South), film d'animation des studios Disney, (voix)
- 1947 : Mon père et nous (Life with Father) de Michael Curtiz : Nora
- 1947 : Miracle sur la 34e rue (Miracle on 34th Street) de George Seaton :  la mère de la fille hollandaise
- 1948 : Monsieur Peabody et la Sirène (Mr. Peabody and the Mermaid) d'Irving Pichel
- 1948 : Up in Central Park de William A. Seiter : Miss Murch
- 1949 : Un Yankee à la cour du roi Arthur (A Connecticut Yankee in King Arthur's Court) de Tay Garnett : Paysanne
- 1950 : Treize à la douzaine (Cheaper by the Dozen) de Walter Lang : Professeur de musique
- 1950 : La Rue de traverse (Paid in Full) de William Dieterle
- 1951 : La Caravane des évadés (Passage West) de Lewis R. Foster : Miss Swingate
- 1952 : L'Ivresse et l'Amour (Something to Live For) de George Stevens : Petit rôle
- 1953 : Madame voulait un manteau de vison (The Lady Wants Mink) de William A. Seiter
- 1955 : Une femme extraordinaire (Lucy Gallant) de Robert Parrish : Irma Wilson
- 1956 : Le Prix de la peur (The Price of Fear) de Abner Biberman
- 1957 : Les Trois Visages d'Ève (The Three Faces of Eve) de Nunnally Johnson : Effie Blanford
- 1958 : L'Étoile brisée (Ride a Crooked Trail) de Jesse Hibbs : Mrs. Curtis
- 1958 : The Missouri Traveler de Jerry Hopper
- 1960 : Les Sept Chemins du couchant (Seven Ways from Sundown) de Harry Keller : Mrs Karrington

### Télévision
- 1953 : Topper, série